# 鄭明熙
鄭明熙（韓語：정명희，1964年1月27日—），韓國前女子羽毛球運動員。
鄭明熙曾經與朴柱奉搭配贏得1989年及1991年世界羽毛球錦標賽混合雙打金牌。她也曾與黃惠英搭配獲得1989年女子雙打銀牌。在1987年的比賽中，她分別獲得混合雙打銀牌與女子雙打銅牌。